# Hipereutectoides
Els hipereutectoides són un tipus d'acers que contenen més del 0,77% de carboni. La seva microestructura consisteix en cementita i perlita.
% de cementita = {\displaystyle {\%C-0,77 \over 6,667-0,77}\times 100}
% de perlita = {\displaystyle {6,67-\%C \over 6,667-0,77}\times 100}